# Estación Hospital (Chile)
Hospital es una estación ferroviaria ubicada en la localidad homónima, comuna de Paine, en el kilómetro 47 de la línea Longitudinal Sur. Es detención del servicio Tren Rancagua-Estación Central y del Tren San Fernando-Estación Central.

## Historia
Bajo la adminstración del presidente Manuel Montt se desarrollaron los trabajos de construcción de la red sur; ya para el 30 de septiembre de 1859 la vía del ferrocarril se extendía desde Estación Central hasta Angostura, incluyendo la sección del ferrocarril en la estación.
En 1941, por cuenta del Departamento de Camnios de la Dirección General de obras públicas fue construido un paso superior de concreto armado al norte de la estación.

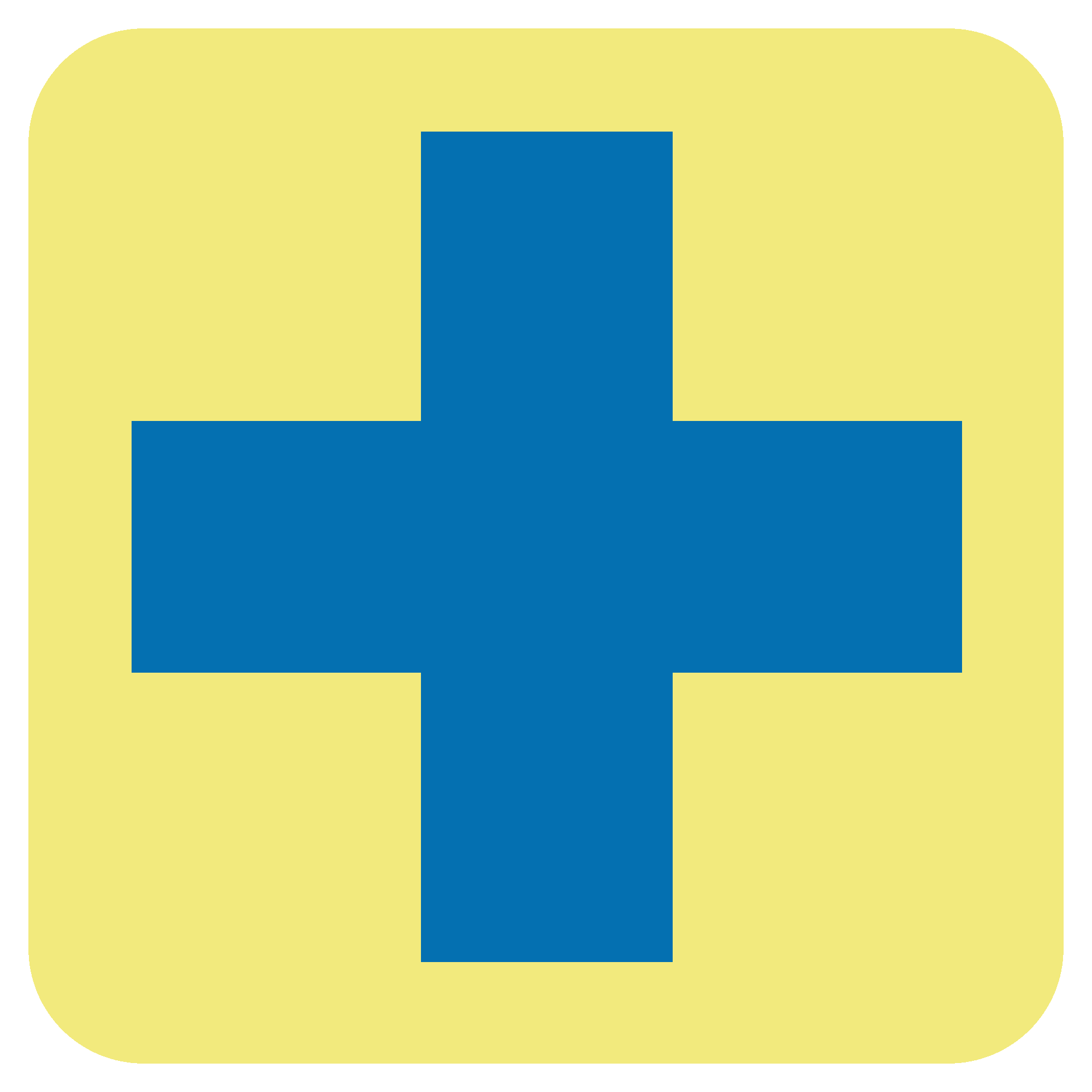
Pictograma que identificaba a la estación en 2001.

En el marco del proyecto Rancagua Express, en mayo de 2016 inician las obras de construcción de un paso vehicular sobre nivel para la Av. Diego Portales, al norte de la estación. el cual ya estaba operativo para inicios de 2017.
En octubre de 2021 se anunció el plan piloto para el servicio San Fernando-Estación Central, el cual sigue operativo.
El 31 de marzo de 2025, comenzó a operar un servicio corto entre Estación Central y Estación Hospital.

## Infraestructura
Cuenta con un patio de rieles característico de las estaciones ubicadas en la red sur, además de una caseta de movilización, y 2 andenes iluminados para atender a los pasajeros del Metrotren. El edificio antiguo de la estación se encuentra en desuso y la casa del jefe de estación es habitada por el último funcionario en desempeñar dicho cargo en Hospital.

## Servicios

### Actuales
Actualmente la estación es punto de detención para los servicios del tren Rancagua-Estación Central y tren San Fernando-Estación Central.